# Grave New World (album)
Grave New World is het vijfde muziekalbum van de Britse band Strawbs.
Rick Wakeman is weggelokt door Yes en Blue Weaver heeft de taak hem te doen vergeten. Door het opstappen van Wakeman verliest Strawbs een toetsenvirtuoos die nog weleens overdreven aanwezig wil zijn in de muziek, en haalt met Blue Weaver een veel rustiger toetsenist binnen, die beter past bij/in de muziek van Strawbs. Het vertrek van Wakeman zou het einde betekenen voor de band, was de algemene opinie. Cousins was zelf destijds nogal teleurgesteld vanwege het vertrek; hij ging de I Ching bestuderen. De uitklaphoes bevat een tekst van Boeddha en de binnenkant en een citaat uit een gebed tot Ra. De hoes is een reproductie van William Blakes Glad Day. Producer tot nu toe Visconti heeft het te druk met zijn andere werkzaamheden (T. Rex) en produceert alleen nog Benedictus; de Strawbs produceren zelf met hulp van Tom Allom. Dave Cousins heet op dit album ineens David. Het album vormt de afsluiting van het Hoopertijdperk; van de oprichters blijft alleen Cousins over; Hooper zag meer in de folk dan in rock en vertrekt.

## Grave
Volgens Wolters' Engels Woordenboek heeft Grave een aantal betekenissen, waarvan een paar op dit album van toepassingen kunnen zijn:
1. graf;
2. beitelen, graveren
3. ernstig ziek;
4. somber.

## Musici
- David Cousins – zang, akoestische, elektrische gitaar, dulcimer
- Tony Hooper – zang, akoestische, elektrische gitaar, tamboerijn, autoharp
- Ford – zang, basgitaar, akoestische gitaar
- Blue Weaver – orgel, piano, mellotron, harmonium
- Richard Hudson – zang, slagwerk, sitar, tablas
- Trevor Lucas – zang op (1)
- Anne Collins – zang op (1).

## Composities
Het album is een levensverhaal in 12 delen:
1. Benedictus (Cousins)
2. Hey little man, thursday’s child (Cousins)
3. Queen of dreams (Cousins)
4. Heavy disguise (Ford)
5. New World (Cousins)
6. Hey little child, Wednesday’s child (Cousins)
7. The flower and the young man (Cousins)
8. Tomorrow (Strawbs)
9. On growing older (Cousins)
10. Ah me, ah my (Hooper)
11. Is it today, Lord? (Hudson)
12. The journey’s end (Cousins/Weaver).
13. Here it comes (Cousins)(bonus)
14. I'm going home (Cousins)(bonus).

### Tracks
- Benedictus haalt de tekst aan van de I Ching “Humble must he constant be, where the paths of wisdom lead, distant is the shadow of the setting sun"; het is een van de singles van het album met op de B-kant Keep the devil outside (dat op de wereldwijde uitgave op cd als bonustrack verschijnt);
- Hey little man, thursday’s child, een verhaal van vader naar zoon; wordt alleen door Cousins gezongen;
- Queen of dreams; is een psychedelisch met geluidseffecten en besluit met een drumriff, die langzaam wegsterft;
- Heavy disguise, is een lied dat verwijst naar de burgeroorlog in Noord-Ierland; heette eerst IRA Meeting Blues; de tekst bevat :”The people assembled to hear what resembled evangelists say” en “Fools must pretend to be wise, we’ve faith that we use as a heavy disguise”; Ford speelt hier akoestische gitaar en wordt alleen begeleid door de brassband van Robert Kirby.
- New World; deze track lijkt meer van toepassing op de nieuwe wereld in de 20e eeuw; oorlog (ook weer Noord-Ierland) en ellende. Het is de titeldrager van het album; de tekst van het refrein: May you turn/May you rot/May you rest... In your grave... New World. New World is een single geweest, die alleen in Japan is uitgebracht; Benedictus was B-kant;
- Hey little man; weer een verhaaltje van vader op zoon; solo van Cousins;
- The flower and the young man; een verhaal over voorbijgaande niet beantwoorde liefde, het is geschreven door Cousins en Hooper neemt de solozang voor zijn rekening;
- Tomorrow; bitter afscheidslied voor Wakeman: “While yesterday which ment so much has grown so far away”;
- On growing older; titel spreekt voor zichzelf;
- Ah me, ah my; een terugblik op het verleden met nostalgische gevoelens, wordt gezongen door Hooper; het is een compositie uit de begindagen van Strawbs; werd afgekeurd voor hun debuutalbum;
- Is it today, Lord; een Oosters aandoend werk; lijkt te gaan over een zieke op zijn sterfbed: “Is it today, Lord, that I’ll reach you”; een combinatie van harmonium en sitar;
- The journey’s end; het leven in een notendop; op weg naar de dood zoekt de mens een vriend; uiteindelijk komt het erop neer, dat je het zelf moet doen, aan het eind van je reis heb je geen behoefte meer aan een vriend.
- Here it comes, was een single die uitkwam net voor dit album;
- I'm going home; was voor dit album opgenomen met Dave Lambert (de opvolger van Hooper) als zanger, maar kwam niet op het album; wel uiteindelijk op Two Weeks Last Summer, een soloalbum van Cousins, waarbij de stem van Lambert vervangen werd door die van Cousins.

De twee composities Hey little man lijken qua plaats op het album, indeling en muziek erg op de twee akoestische werkjes op het album To Our Children's Children's Children van Moody Blues: I’ve never thought to be a hundred / million.
Nogal wat dankwoorden:
- Tom Allom (geluidstechnicus)
- Martin Levan (idem)
- Bob /Robert Kirby voor levering Robert Kirby Silver Band op (4) ; hij zou later terugkeren bij Strawbs als toetsenist;
- Sam Artis voor de musici;
- Gus Dudgeon voor de originele productie van Ah me Ah my
- Frank Boulter – chauffeur
- Dickie Bell –apparatuur en thee
- Tony Visconti – producer tot nu toe en drie mensen uit het verleden van de band
- Mike Dolan, Jim Dawson en Karl Emil Knudsen, de eigenlijke ontdekker van de band.

Het album kwam in Engeland net niet de top 10 in en het is het eerste album van de band, dat de lijsten van Amerika haalde. Ter promotie van het album wordt een film gemaakt.